# Lưu Hướng
Lưu Hướng (giản thể: 刘向; phồn thể: 劉向; bính âm: Liu Xiang; Wade–Giles: Liu Hsiang, 77 TCN – 6 TCN), tự Tử Chính, tên thật là Canh Sinh, về sau đổi thành Hướng, dòng dõi tôn thất nhà Hán, người huyện Bái quận Bái Dự Châu Trung Quốc. Là học giả, nhà chính trị thời Tây Hán. Trước tác để lại khá nhiều gồm Biệt lục, Tân tự, Thuyết uyển, Liệt nữ truyện, Hồng Phạm ngũ hành. Đồng thời còn biên soạn và hiệu đính Chiến Quốc sách, Sở Từ.
Lưu Hướng từng giữ chức quan Trung lũy Hiệu úy, sau khi mất gọi là Lưu Trung Lũy. Trương Phổ người thời Minh đã thu gom các trước tác của ông mà soạn thành Lưu Trung Lũy tập, đưa vào trong Hán Ngụy Lục triều bách tam gia tập. Ngoài ra ông còn có 33 thiên Phú, nay chỉ còn sót lại một thiên Cửu thán. Lưu Hướng có ba người con trai, trưởng là Lưu Cấp, kế là Lưu Tứ, sau cùng là Hồng Hưu hầu kiêm Kinh học gia Lưu Hâm.

## Tiểu sử
Lưu Hướng sinh vào năm Nguyên Phượng thứ 4 (77 TCN) thời Hán Chiêu Đế, là cháu bốn đời của Sở Nguyên Vương Lưu Giao, em trai Hán Cao Tổ (Sở Nguyên Vương Lưu Giao → Hưu Ý hầu Lưu Phú → Lưu Tích Cường → Lưu Đức → Lưu Hướng), con thứ hai của Dương Thành hầu Lưu Đức, anh là Lưu An Dân, con của người em trai (không rõ tên) là Lưu Khánh Kỵ. Từ nhỏ nổi tiếng thông minh, kiến thức uyên thâm, văn chương tuyệt đỉnh, tính tình thẳng thắn, cương trực. Lại được gia đình tạo điều kiện cho đọc nhiều sách vở nên đã sớm tinh thông thiên văn tinh tượng.
Năm Nguyên Diên thứ hai (66 TCN) thời Hán Tuyên Đế, Canh Sinh nhậm chức vụ đầu tiên là Liễn lang, nhờ dâng Phú tụng cùng bọn Vương Bao mà được hoàng đế đề bạt dần vì trọng cái tài văn chương. Năm Kiến Bình thứ tư (58 TCN) bổ làm Gián Đại phu. Đến năm Cam Lộ thứ ba (51 TCN) giữ chức Lang trung Cấp sự Hoàng môn, sau thăng lên Tán kị Gián Đại phu Cấp sự trung. Cha là Lưu Đức thất bại vì dám thách thức thuật luyện đan, lại để mất sách vở ở vùng Hoài Nam, người anh là Dương Thành hầu bị liên lụy phải chịu tội rồi tống vào ngục chờ xét xử, hoàng đế vì quý mến tài năng của Lưu An Dân mà hạ lệnh miễn thứ rồi cho phục lại chức vị. Sau đó, Canh Sinh kết thân cùng với đám thức giả là Tiêu Vọng Chi và Chu Kham, cả ba quyết định phải tận tâm tận lực trong chức vụ, ra sức phò vua giúp nước.
Năm Sơ Nguyên nguyên niên (48 TCN) thời Hán Nguyên Đế, giữ chức Tông Chính, qua năm sau thì thăng lên Trung lang. Vì dâng tấu chương phê phán thói hư tật xấu phần nhiều tỏ ý gán ghép với hiện tượng chính trị đương thời, sau nhân dịp dâng thư phản đối hoạn quan Hoằng Cung, Thạch Hiển và ngoại thích họ Hứa làm loạn chính sự mà bị tống giam, Tiêu Vọng Chi thì bị vu cáo dẫn đến phải tự sát mà tạ tội, Chu Kham bị giáng chức, riêng Lưu Hướng thì bị miễn chức sau khi mãn hạn tù, song vẫn bị vua phế làm thứ nhân. Ít lâu sau, huynh trưởng Lưu An Dân qua đời vì không có người kế nghiệp nên chức Dương Thành hầu giao lại cho Lưu Hướng kế tục.
Năm Kiến Thủy nguyên niên (32 TCN) thời Hán Thành Đế, đám hoạn quan Hoằng Cung bị thất sủng, do đó ông được phục chức Trung lang như cũ, cũng trong thời kỳ này Canh Sinh tự đổi tên là Hướng, tôn làm Trung lang sử lĩnh hộ Tam phụ đô thủy, kiêm thêm chức Quang Lộc Đại phu, chịu trách nhiệm việc duyệt sửa kinh truyện chư tử cùng thư tịch và thi phú ở kho sách trong cung, soạn thành một quyển sách mang tên Biệt lục, được xem là bộ sách phân loại mục lục sớm nhất Trung Quốc. Học giả Lưu Tri Kỷ đã chỉ trích Lưu Hướng "kể nhiều chuyện không có thực, phần nhiều ngụy tạo nhiều từ giả mạo".. Cũng trong lúc này, khi ngoại thích họ Vương nắm quyền lực thao túng triều chính thì ông bắt đầu trước tác Liệt nữ truyện, tác phẩm để đời được hậu thế khen ngợi, nhiều lần bất chấp tính mạng mà dâng sớ can gián chúa thượng, dẫn đến sự ghen ghét của một số quan lại trong triều. Vì thế, bọn gian thần, ngoại thích đã câu kết lẫn nhau cốt để mưu hại và hạ bệ Lưu Hướng, chúng dâng sớ gièm pha lên hoàng đế, kể từ đó triều đình không mấy khi trọng dụng ông.
Vào năm Dương Sóc thứ hai (23 TCN) Lưu Hướng được triều đình bổ làm chức vụ cuối cùng là Trung lũy Hiệu úy, dù tuổi đã cao sức yếu, lại phải thuyên chuyển đi xa nhưng ông vẫn tận tụy với công việc mới, không một lời oán trách, chỉ biết đọc sách ngâm thơ làm niềm vui để an hưởng tuổi già. Đến năm Kiến Bình nguyên niên (6 TCN) thời Hán Ai Đế, ông mất vì bạo bệnh, hưởng thọ 72 tuổi.